# International Data Group
Pour les articles homonymes, voir IDG et IDC.
IDG (International Data Group) est un éditeur de magazines américain spécialisé dans les technologies informatiques. Cette société a été fondée à Boston par Patrick McGovern en 1964. IDG est une filiale de China Oceanwide Holdings Group Co., Ltd, une société chinoise, depuis 2017.
L'organisation est composée d'International Data Corporation (IDC) et d'IDG Communications.
IDG publie plus de 300 titres dans 85 pays, notamment Computerworld, PC World ou, en France, Le Monde informatique. IDG publie aussi la collection de livres « Pour les nuls ».